# 泰國地理
泰王國位於中南半島中部，南連馬來半島。東西皆面海：東臨泰國灣，西枕安達曼海。總面積514,000平方公里，其中水域面積2,230平方公里。海岸線長3,219公里。與寮國、柬埔寨、馬來西亞和緬甸接壤（順時針方向）。泰國代表動物是大象。

## 地形
泰北為山區，東部為呵叻高原屬湄公河流域，中部為湄南河平原。最高點因他暖峰海拔2,565公尺。

## 氣候
大部分地区屬熱帶氣候，分雨季、涼季、熱季三季。除伊善地區以外多雨。

## 面积
- 总面积：514 000 km²
  - 陆地面积：511 770 km²
  - 水域面积：2 230 km²

## 河流
泰国的河流按流域面积算，分别是：
1. Mekong，湄公河，流域面积为18.86万平方公里。占该国面积35.9%。
2. Chao Phraya，昭披耶河，流域面积为该国第一长河]]，流域面积为16.04万平方公里。
3. Mae Klong，夜功河，流域面积为3.09万平方公里。
4. Bang Pakong，邦巴功河，流域面积为1.85万平方公里。
5. Salween，萨尔温江，流域面积为1.79万平方公里。
6. Tapi，他彼河，流域面积为1.22万平方公里。
7. Thale Sap Songkhla，銮湖，流域面积为0.85万平方公里。
8. Pattani，北大年河，流域面积为0.39万平方公里。
9. Phetchaburi，碧武里河，流域面积为0.56万平方公里。
10. Pranburi，攀武里河，流域面积为0.2万平方公里。